# لمساعدة (اولاج سي بويحيا)
لمساعدة هو دُوَّار يقع بجماعة أولاد سي بوحيى، إقليم سيدي بنور، جهة الدار البيضاء سطات في المملكة المغربية. ينتمي الدوّار لمشيخة اولاج سي بويحيا التي تضم 25 دوار. يقدر عدد سكانه بـ 528 نسمة حسب الإحصاء الرسمي للسكان والسكنى لسنة 2004.

## روابط خارجية
- البوابة الوطنية للجماعات الترابية نسخة محفوظة 12 مارس 2018 على موقع واي باك مشين.
- المندوبية السامية للتخطيط